# Počenice
Počenice (deutsch Potschenitz) ist ein Ortsteil der Gemeinde Počenice-Tetětice in Tschechien. Er liegt 13 Kilometer südwestlich von Kroměříž und gehört zum Okres Kroměříž.

## Geographie
Počenice befindet sich in den nördlichen Ausläufern des Litentschitzer Hügellandes. Das Dorf erstreckt sich unterhalb der Einmündung des Baches Uhřický potok an den Hängen beiderseits des Baches Tištínka. Nördlich erhebt sich der Vejvaň (298 m), im Nordosten die Hájky (348 m) und Čizová (363 m), östlich die Hambalky (374 m) und der Troják (Dreystein, 396 m) sowie südlich die Přední díly (343 m) und der Kleštěnec (498 m)
Nachbarorte sind Unčice, Pavlovice u Kojetina und Dřínov im Norden, Vlčí Doly, Věžky und Srnov im Nordosten, Tetětice im Osten, Medlov, Zborovice und Troubky im Südosten, Zdislavice und Slížany im Süden, Morkovice, Pornice,  Pačlavice und Kratochvíle im Südwesten, Prasklice, Pančocha, Okluky und Osíčany im Westen sowie Koválovice u Tištína und Uhřice im Nordwesten.

## Geschichte
Archäologische Funde belegen eine Besitzung des Katasters von Počenice seit der Jungsteinzeit. Die erste schriftliche Erwähnung des Ortes erfolgte im Jahre 1283 im Zusammenhang mit einem Niklas de Pocenicz, der in einer Urkunde des Olmützer Jakobiklosters als Zeuge zeichnete. Der Ort war der Stammsitz der Vladiken von Pocenicz. Im Jahre 1355 wurde er als Poczinicz und Poczenicz bezeichnet. Das Gut war seit dem Mittelalter in zahlreiche Anteile aufgeteilt. Daraus entwickelten sich entlang des alten Handelsweges von Kroměříž nach Morkovice, der hier das Flüsschen Tištínka querte, zwei Dörfer – eines am rechten und das andere am linken Hang. In jedem der beiden Dörfer befand sich eine Feste und eine Kirche. Erstmals lässt sich eine Feste 1418 schriftlich nachweisen, 1574 wurde auch die zweite erwähnt. Seit 1590 wurde der Ortsname Poczienicz verwendet. Am Übergang vom 16. zum 17. Jahrhundert erlosch die im rechtsseitigen Dorf gestandene Kirche St. Peter sowie eine der beiden Festen. Die Kirche St. Gotthard, wie auch die andere Feste gingen während des Dreißigjährigen Krieges unter. An der Stelle der untergangenen Kirche St. Peter wurde zwischen 1764 und 1768 eine neue Kirche errichtet, die dem hl. Bartholomäus geweiht wurde. Seit 1788 wurde in der Pfarrschule unterrichtet. Die Besitzer der Anteile wechselten häufig.
Nach der Aufhebung der Patrimonialherrschaften bildeten beide Teile von Počenice / Potschnitz ab 1850 eine Gemeinde in der Bezirkshauptmannschaft Kremsier. 1886 entstand ein neues Schulhaus, das noch heute als Grundschule dient. Mit Beginn des Jahres 1961 erfolgte der Zusammenschluss mit Tetětice zu der Gemeinde Počenice-Tetětice. Im Jahre 1991 lebten in dem Dorf 527 Personen. Beim Zensus von 2001 wurden 195 Häuser und 526 Einwohner gezählt.

## Sehenswürdigkeiten
- barocke Kirche des hl. Bartholomäus, erbaut zwischen 1764 und 1768
- barocke Statue des hl. Josef, geschaffen 1767